# Skrivtavla

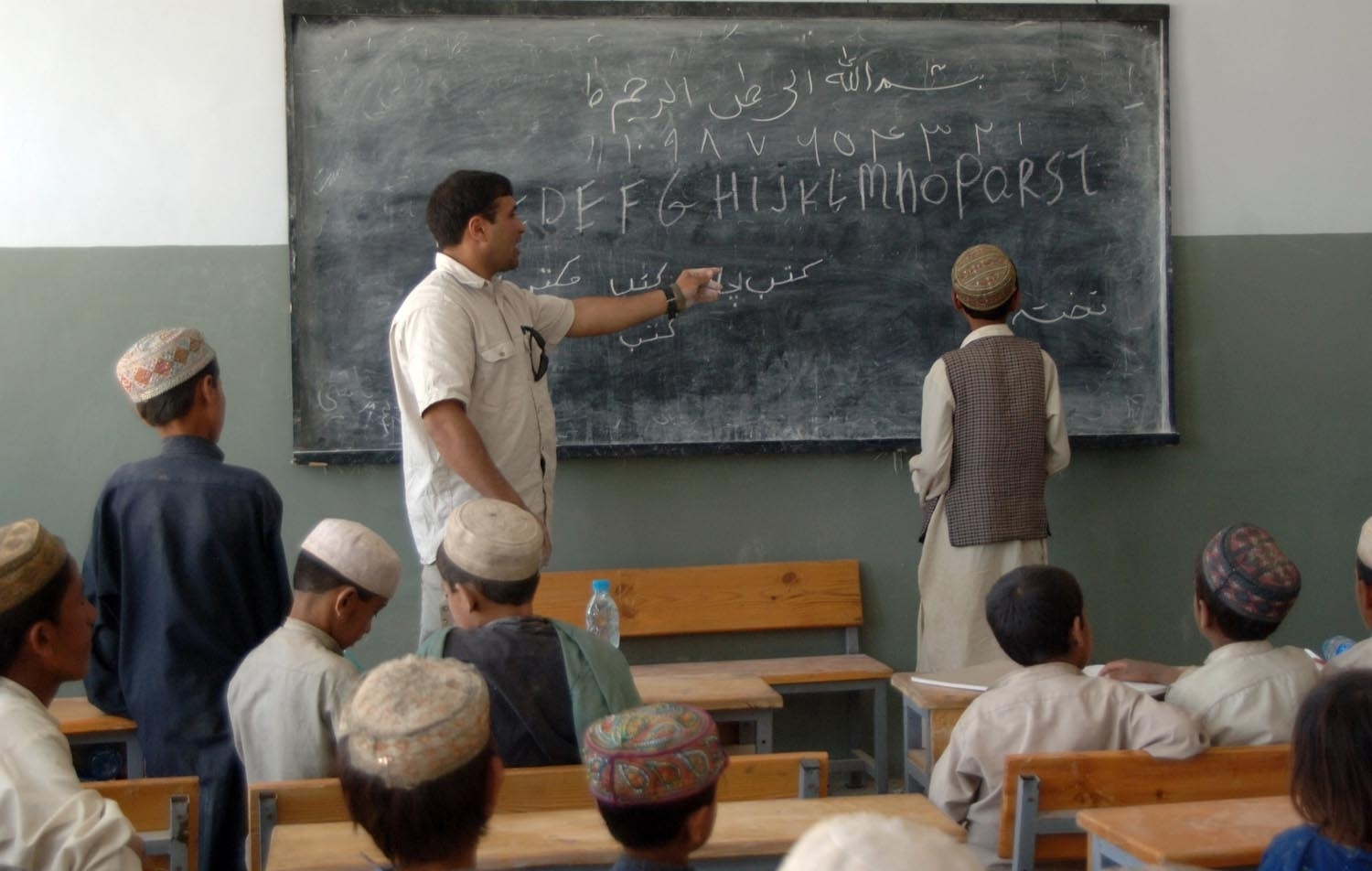
Svarta tavlan i ett klassrum i Afghanistan.

Skrivtavla är en form av skrivverktyg. Den används för tillfälliga texter och anteckningar i undervisnings- eller planeringssyfte, liksom vid räkning. En skrivtavla kan vara monterad på en vägg eller bärbar. Beroende på material har den genom historien varit svart eller vit, interaktiv eller av vax. På tidiga skrivtavlor skrev man även i sand eller i fuktig lera.
Ur pedagogiskt syfte kan man skilja på en personlig (bärbar) skrivtavla och en som är väggmonterad. En vax- eller griffeltavla är personlig. liksom en lapboard (mindre whiteboard). Svarta tavlan (egentligen en större griffeltavla), en vanlig whiteboard och en interaktiv skrivtavla är alla tre väggplacerade, så hela klassen eller konferensen ser innehållet.

## Olika skrivtavlor

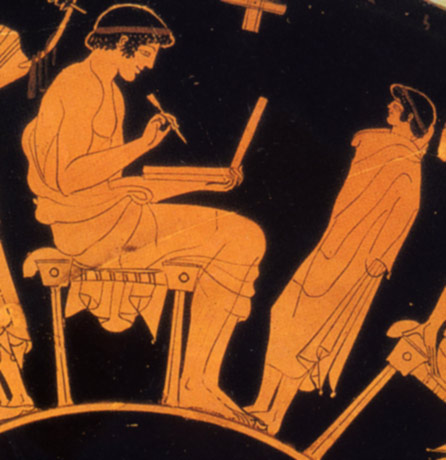
Målning av en antik grekisk man med sin vikbara vaxtavla och en stylus i egna handen.

### Vaxtavla
Under främst antiken och medeltiden var vaxtavlor ett vanligt sätt att föra anteckningar i skolan. Vaxtavlan består av en grund form som man hällt vax (ofta bivax) på. När vaxet stelnat bildar det en slät ytan som man kan "rista" på med hjälp av ett skarpt stift – stylus. 

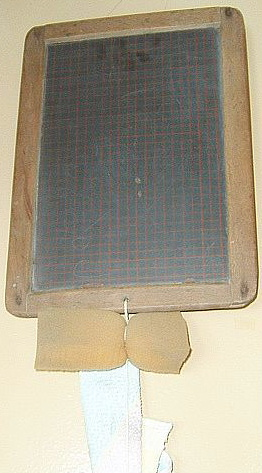
Griffeltavlor kan rengöras med en tvättsvamp.

Man kan sudda ut det inristade genom att jämna till vaxet med stylusens baksida eller smälta om allt vaxet. Raderandet av all skrift på vaxet resulterade i det som på latin benämndes tabula rasa ('utraderad tavla'); detta ligger även bakom uttrycket tabelras, använt när någon i ett visst sammanhang gör "rent bord".

### Griffeltavla
En griffeltavla innehåller en (oftast svart eller mörkgrå) skrivplatta bestående av skiffer. På den kan man skriva med hjälp av en griffel, ett ritdon av ett mjukare lerskiffer som därför ger avtryck på tavelskiffret. På grund av begränsad tillgång på griffel – bland annat i Storbritannien och Tyskland – ersattes griffeln efter hand av kritor (av krita).
Under tidigt 1900-tal bröts lerskiffret till griffeln bland annat i silurlager i olika delar England samt i tyska Fichtelgebirge.
Ordet griffel kommer, via latinet och tyskan, ursprungligen från grekiskans verb graphein, 'skriva'.

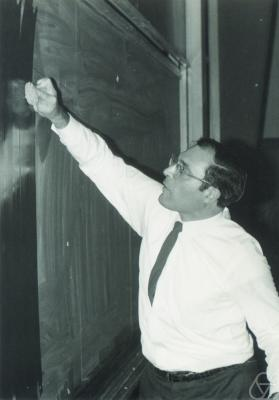
Svarta tavlan (liksom griffeltavlan) kan torkas av med tavelsudd eller som här med en våt trasa.

### Svarta tavlan
En utveckling av griffeltavlan (dock utan skiffer) är "svarta tavlan", även kallad krittavlan. Denna stora svart- eller mörkt grönfärgade skrivtavla var fram till slutet av 1900-talet standard i västerländska skolsalar; i utvecklingsländer är den fortfarande ofta den huvudsakliga gemensamma skrivtavlan i skolsalen. På svarta tavlan skriver man med kritor (av materialet krita). Det skrivna suddas ut med hjälp av en tavelsudd, som kan bestå av sammanpressad filt, eller en fuktad svamp. I äldre tid användes ibland hartassar som tavelsuddar. En större rengöring av tavlan – exempelvis efter skoldagens slut – kan göras med en tygtrasa fuktad i vatten.

### Whiteboard
En whiteboard (även kallad magnetisk skrivtavla, vita tavlan eller helt enkelt skrivtavla) är en magnetisk vitmålad tavla av metall. Namnet kommer efter engelskans ord för 'vita tavlan' (jämför blackboard för svarta tavlan). Man skriver på den med en vattenbaserad filtpenna (whiteboardpenna; jämför tuschpenna eller märkpenna); färgen på pennan är vattenbaserad för att den lätt ska kunna suddas bort från tavlan med en tavelsudd eller trasa utan att ge spår. Efter en längre tids användning kan färgen ge svaga skuggor som inte kan tvättas bort annat än med något rengöringsmedel med en viss mängd sprit eller motsvarande lösning. Lösningsmedel gör dock att det skyddande skiktet på tavlan kan skadas, och till slut återstår bara att ersätta den vita tavlan med en ny.
En magnetisk skrivtavla är just magnetisk, vilket gör att man med små magneter (se kylskåpsmagnet) kan fästa papper och andra anslag på tavlan. En whiteboard är vanlig i kontorsmiljöer, och både vid konferenser och på enskilda kontorsrum används anslag som del i den allmänna planeringen. En whiteboard är genom sina ljusa färg ofta även användbar som bakgrund vid ljusbildsprojektion, antingen via overheadprojektor (stordiaprojektor) eller projektor som överför en datorbild.

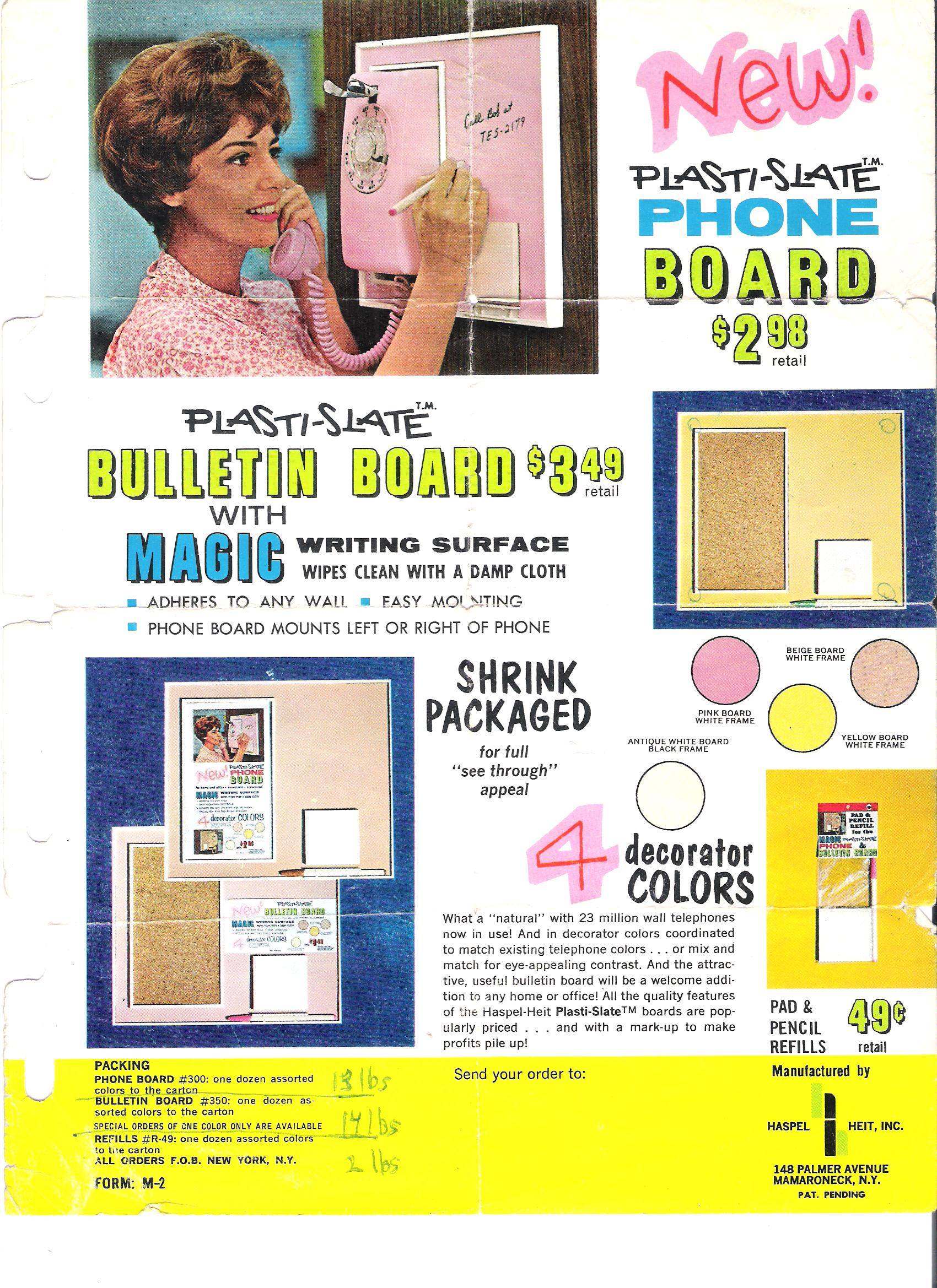
Plasti-slate lanserades på 1960-talet som en ny sorts anslagstavla/skrivtavla.

Vita skrivtavlor kan tillverkas av fyra olika material:
- Melamin (icke-magnetisk) – en hård, porslinsliknande plast[7]
- Målat stål eller aluminium
- Emaljerat stål eller porslin[8]
- Laminat

En tidig variant av vit skrivtavla som kunde torrtorkas var det tidiga 1960-talets "Plasti-slate". Den marknadsfördes i USA som en anslagstavla lämplig att placera vid telefonen där hemma.
En vit skrivtavla kan göras i mindre storlek och för elevens personliga bruk. Det utnyttjas inom viss pedagogik för stimulera elevernas lärande. Sådana mindre skrivtavlor (med en personlig skrivfunktion likt medeltidens griffeltavlor) kallas ibland på engelska för lapboards (jämför laptop).

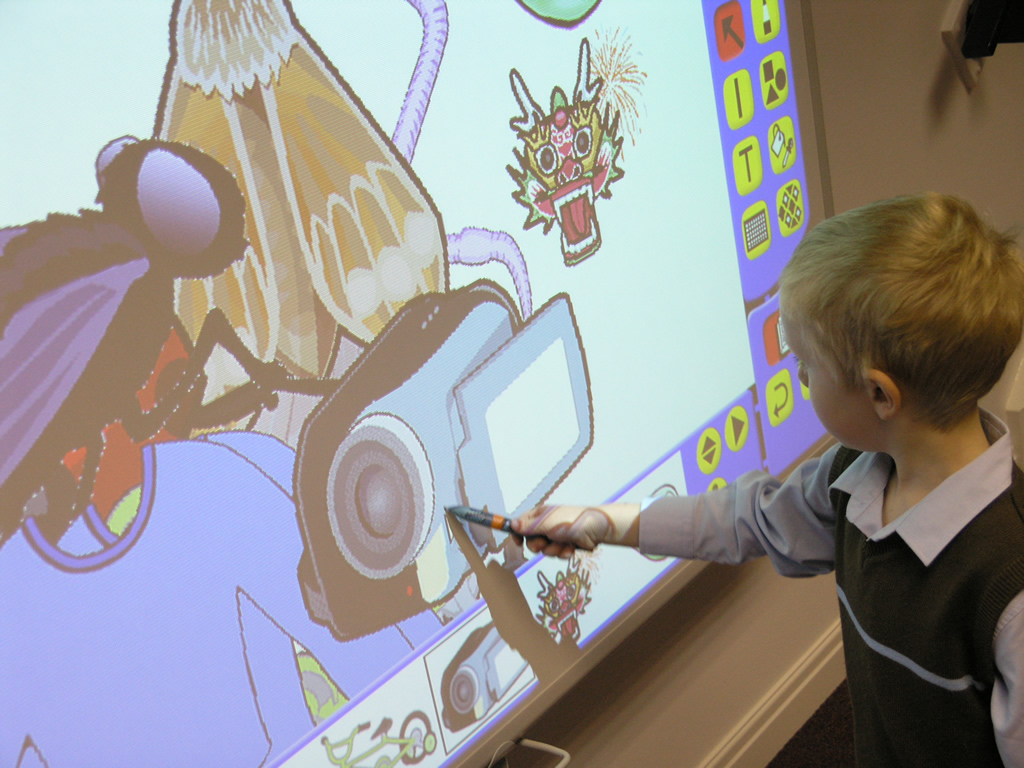
En interaktiv skrivtavla har samma funktion som en tryckkänslig datorskärm.

### Interaktiv skrivtavla
En interaktiv skrivtavla, ibland benämnd smartboard, baseras på en skrivtavla, en dator och en projektor. Målsättningen är att man låta en skrivtavla fungera som en stor datorskärm som kan styras av lärare eller elev direkt på tavlan.
Det finns två typer av interaktiva skrivtavlor. Antingen är själva tavlan "intelligent" och reagerar på beröring, genom ett membran. Då kan man styra tavlan med vilket föremål som helst – vanlig penna eller pekfinger – på samma sätt som moderna smartmobiler eller surfplattor. Alternativet är en vanlig skrivtavla med hård yta, exempelvis emaljerad metall. Då behövs en särskild "intelligent" penna, som skickar sin position och eventuella "nedtryckningar" till datorn. De signalerna kan skickas via elektromagnetisk och bluetooth/infraröd teknik. Beroende på tillverkare har de interaktiva skrivtavlorna olika typer av extrafunktioner och knappar, på pennan eller på/vid tavlan.
Tekniken med interaktiva skrivtavlor lanserades tidigt på bred front i Storbritannien, redan några år efter millennieskiftet.

## Källhänvisningar
1. ↑  Hellquist, Elof (1922): Svensk etymologisk ordbok, sid 944. Runeberg.org. Läst 11 september 2014.
2. 1 2  Nordisk familjebok, #10, s 297–298. Runeberg.org. Läst 11 september 2014.
3. ↑  Hellquist, Elof (1922): Svensk etymologisk ordbok, sid 200. Runeberg.org. Läst 11 september 2014.
4. ↑  Owe, Christer (2012): "Kungälv 31 mars". Arkiverad 11 september 2014 hämtat från the Wayback Machine. Norden.se. Läst 11 september 2014.
5. ↑  Mellberg, Margaretha: "Lärare minns - läsning av en samling historiska lärarberättelser". Lararnashistoria.se. Läst 27 augusti 2012.
6. ↑  Frågelådan. Sprakochfolkminnen.se. Läst 11 september 2014.
7. 1 2  "How do I clean my Whiteboard?". Canadawhiteboardco.ca. Läst 11 september 2014. (engelska)
8. ↑  "What are Whiteboards made of?". Canadiawhiteboard.co.ca. Läst 11 september 2014. (engelska)
9. ↑  " Whiteboards Stimulate Student Learning". Educationworld.com. Läst 11 september 2014. (engelska)
10. ↑  "Dry Erase Student Lapboards and Lapboard Kits". Mywhiteboards.com. Läst 11 september 2014. (engelska)
11. 1 2 3  "Tavlan som rymmer världen". Arkiverad version från Interaktivskrivtavla.se. Läst 11 september 2014.
12. ↑  "Interaktiva skrivtavlor gör matematiken synlig". Arkiverad 11 september 2014 hämtat från the Wayback Machine. Skolverket.se. Läst 11 september 2014.